# Associação Novo Macau
A Associação Novo Macau (em chinês: 新澳門學社; sigla: ANM) é uma importante associação política pró-democracia existente na Região Administrativa Especial de Macau (RAEM) da República Popular da China. Esta associação foi fundada em 1992 por António Ng Kuok Cheong.
Na legislatura de 2021-2025, a ANM não está representada por nenhum deputado à Assembleia Legislativa de Macau.

## História
Nas eleições legislativas de 1992, a Associação Novo Macau conseguiu 3412 votos (12,39%) por sufrágio universal directo e eleger assim 1 deputado à Assembleia Legislativa, António Ng Kuok Cheong. Nas eleições legislativas de 1996, António Ng Kuok Cheong foi re-eleito por 6331 (8,73%) votos, por sufrágio directo. Nas eleições legislativas de 2001, a ANM conseguiu 16961 votos (20,95%) e eleger 2 deputados por sufrágio directo, António Ng Kuok Cheong e Au Kam San. Nas eleições legislativas de 2005, Ng Kuok Cheong e Au Kam San voltaram a ser re-eleitos por sufrágio directo, pela lista da ANM, por 23489 votos (18,81%).
Em 2009, este movimento político apresentou pela primeira vez duas listas diferentes para concorrer às eleições legislativas de 2009, por sufrágio directo (lista 4: Associação Próspero Macau Democrático, liderada por Ng Kuok Cheong; e lista 15: Associação Novo Macau Democrático, liderada por Au Kam San). Esta estratégia eleitoral serviu para contornar o método único de conversão dos votos em mandatos utilizado em Macau. Este método, ao contrário do método de Hondt, dificulta qualquer formação política de eleger mais do que 2 deputados por sufrágio directo. Esta estratégia eleitoral revelou-se um sucesso: a ANM conseguiu eleger três deputados (António Ng Kuok Cheong, Chan Wai Chi e Au Kam San) à Assembleia Legislativa de Macau. As duas listas obtiveram um total de 27.448 votos nestas eleições (18,42%).
Em 2013, a ANM, querendo repetir o sucesso eleitoral de 2009, apresentou pela primeira vez três listas separadas para concorrer às eleições legislativas de 2013, por sufrágio directo (lista 2: Liberais da Nova Macau, liderada por Jason Chao Teng Hei; lista 5: Associação de Novo Macau Democrático, liderada por Au Kam San; e a lista 19: Associação de Próspero Macau Democrático, liderada por Ng Kuok Cheong). Porém, ao contrário do sucesso verificado nas eleições de 2009, estas três listas conseguiram apenas um total de 23041 votos (15,17%), assegurando somente a re-eleição de António Ng Kuok Cheong e Au Kam San. Jason Chao não conseguiu entrar no parlamento local e Chan Wai Chi perdeu o seu assento de deputado.
Em eleições legislativas de 2017, três listas com candidatos que estavam de alguma forma relacionados com a Associação Novo Macau conseguiram eleger deputados: António Ng Kuok Cheong (da lista Associação de Próspero Macau Democrático, com 10 080 votos), Au Kam San	(da lista Associação de Novo Movimento Democrático, com	11 381 votos) e Sulu Sou Ka Hou (da lista Associação do Novo Progresso de Macau, com 9213 votos).

### Desqualificação de candidatos em 2021
Pela primeira vez desde o estabelecimento da Região Administrativa Especial de Macau (20 de Dezembro de 1999), em Julho de 2021, a Comissão de Assuntos Eleitorais da Assembleia Legislativa (CAEAL), de acordo com a Lei Eleitoral, desqualificou 21 candidatos de 6 listas do sufrágio directo, "por não serem fiéis a Macau ou não defenderem a Lei Básica."
As três listas pró-democracia, com um total de 15 candidatos que estavam de alguma forma ligados à Associação Novo Macau, foram totalmente excluídas. Estas três listas eram: a Associação do Novo Progresso de Macau, liderado por Sulu Sou Ka Hou (deputado na legislatura de 2017-2021); a Associação Próspero Macau Democrático, liderado por Scott Chiang e secundado por António Ng Kuok Cheong (deputado entre 1992 e 2021); e a Associação do Progresso de Novo Macau, liderada por Paul Chan Wai Chi (deputado entre 2009-2013).
O Tribunal de Última Instância (TUI) pronunciou-se a favor da decisão da CAEAL de excluir as três listas pró-democracia de participarem das eleições legislativas de 2021, por serem infiéis a Macau e não defenderem a Lei Básica. As evidências eram a participação de candidatos excluídos "em actividades de apoio incompatíveis com a Lei Básica, ou que provam que são infiéis à RAEM." Estas actividades estavam relacionadas com o "4 de Junho", a "Carta Constitucional 08" e a “Revolução de Jasmim”. Nestas actividades, foram defendidas reformas democráticas na China e o derrube do Governo Central e do Partido Comunista da China, cuja liderança no governo nacional em Pequim passou a ser explicitamente protegida pela Constituição da República Popular da China (Artigo 1.º).

## Lista de deputados à Assembleia Legislativa
- António Ng Kuok Cheong (1992-2021)
- Au Kam San (2001-2021)
- Paul Chan Wai Chi (2009-2013)
- Sulu Sou Ka Hou (2017-2021)

## Galeria

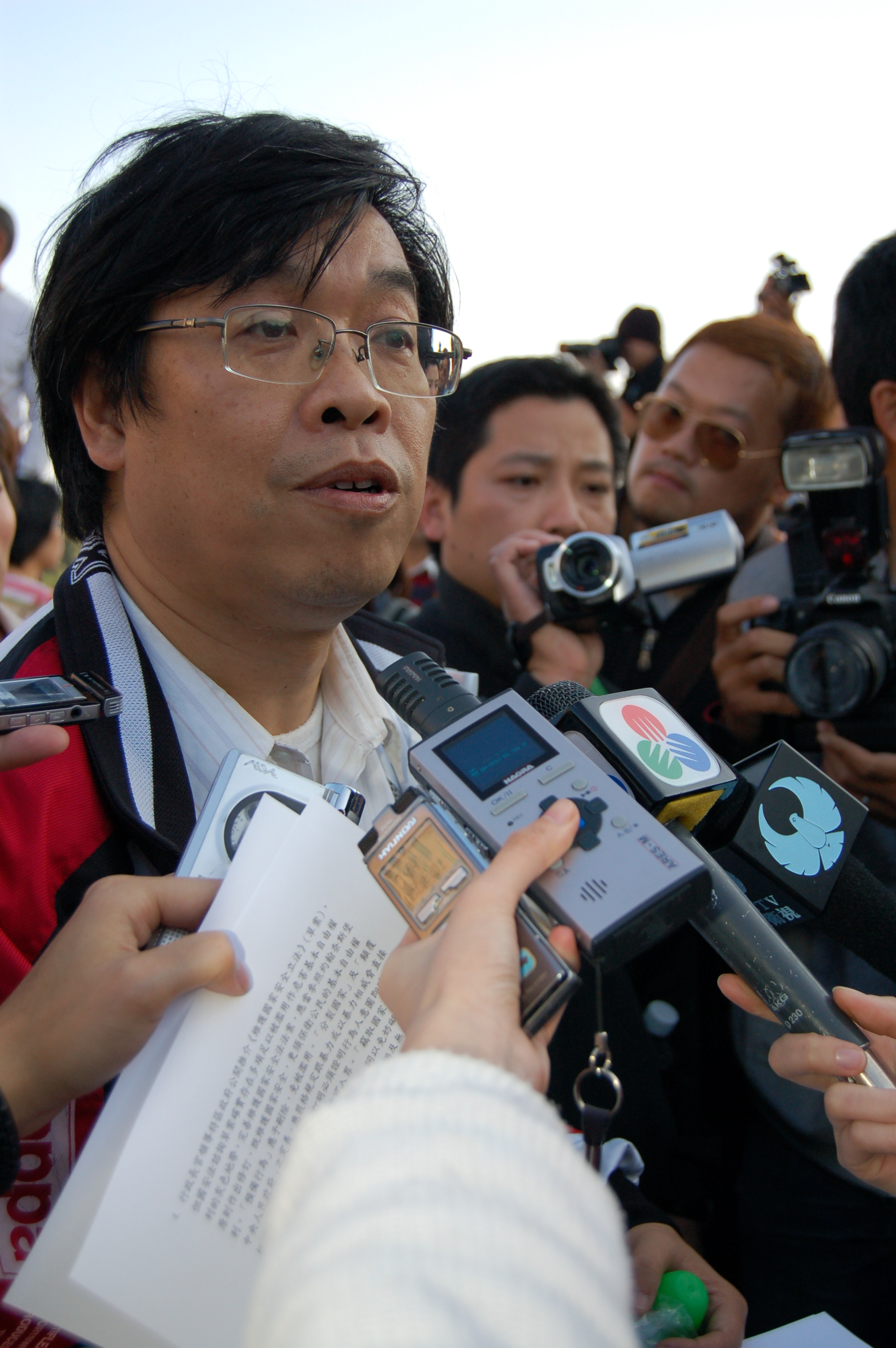
António Ng Kuok Cheong, em 2008.
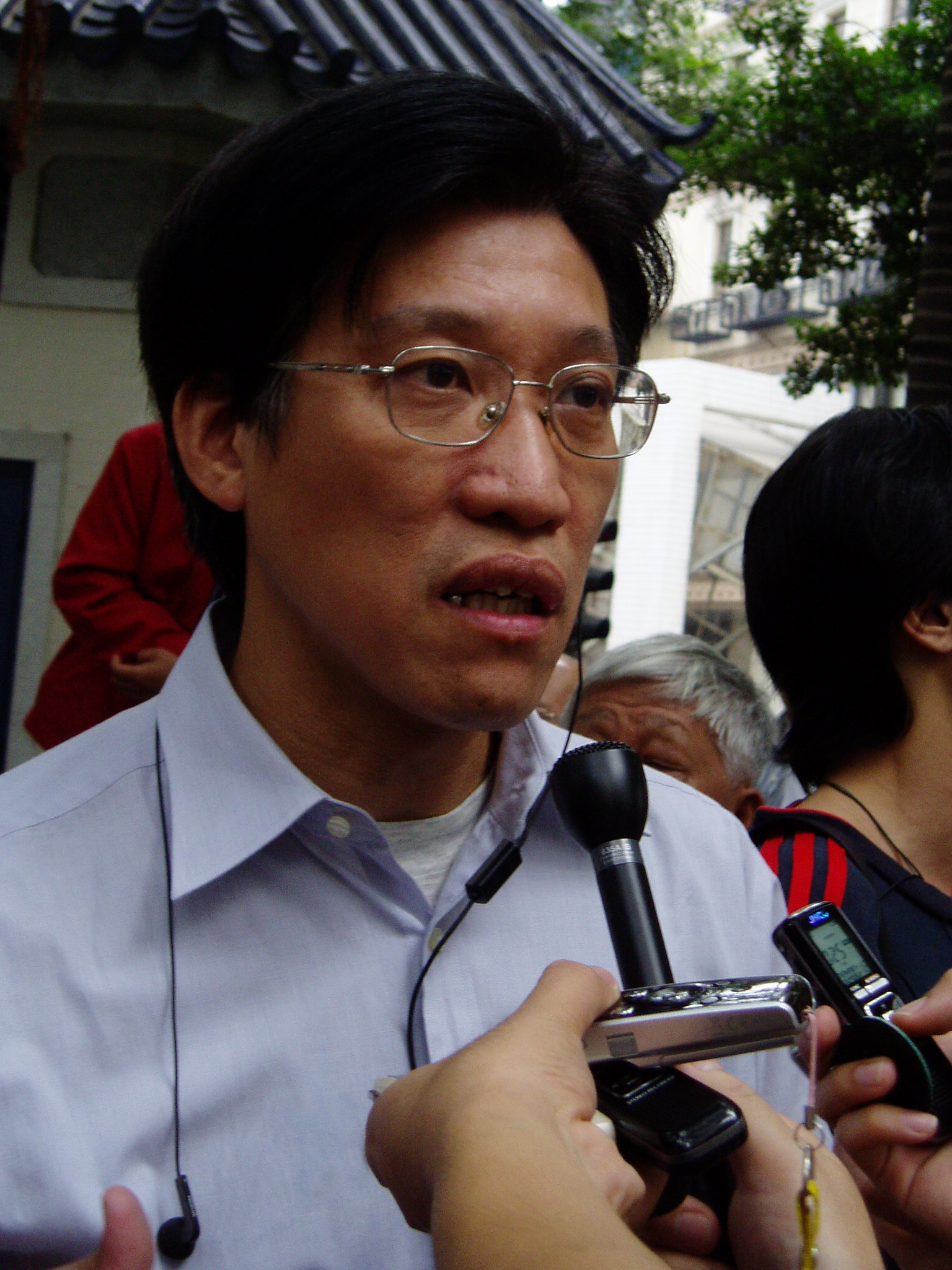
Au Kam San, em 2008.
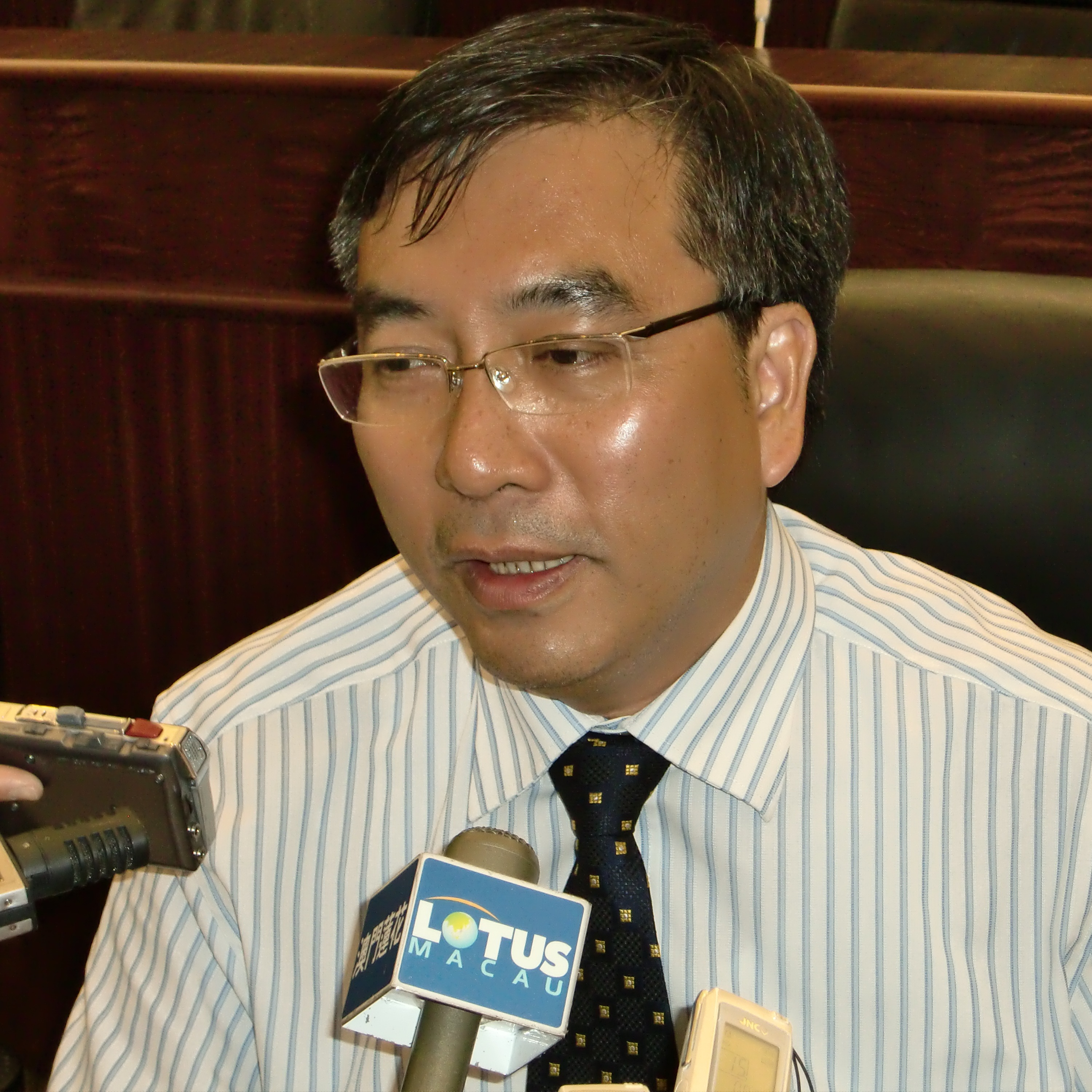
Chan Wai Chi, em 2009.
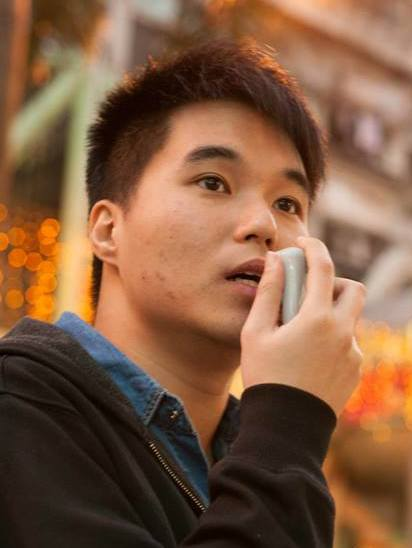
Sulu Sou Ka Hou, em 2014.